# 伊藤葵和子
伊藤 葵和子（いとう きわこ、1986年11月30日 - ）は、青森県三戸郡階上町出身の元ボートレーサーである。旧姓は、楮（かじ）。登録第4673号。109期。東京支部。青森県立八戸南高等学校、日本工学院専門学校卒業。

## 来歴
- 青森県三戸郡階上町に生まれ育つ。
- 2011年9月17日、選手登録。
- 2011年11月12日からボートレース多摩川で開催された 一般戦「2011トランスワード杯争奪戦」初日第1Rでデビュー[1]。（6着）
- 2013年6月13日からボートレースからつで開催された 一般戦「オール女子戦 RKBラジオ杯さよ姫特別」3日目第2Rで初勝利[2]を飾る。
- 2014年4月24日からボートレース平和島で開催された 一般戦「ほぼ女子 第59回 スポーツニッポンゴールデンカップ 」初日第2Rで勝利[3]し通算2勝目をあげる。
- 2015年6月5日からボートレース戸田で開催された 一般戦「ヴィーナスシリーズ第2戦 第47回 報知新聞社杯」初日第1Rで勝利[4]し通算3勝目をあげ、6日目（最終日）第1Rでも勝利[5]し通算4勝目をあげる。結果としてこの勝利が現役最後の勝利となった。
- 2015年7月9日からボートレース平和島で開催された 一般戦「ヴィーナスシリーズ第4戦 マクール杯」3日目第4Rで落水失格[6]となり第9Rを欠場[7]し途中帰郷。以降、産休による長期欠場となる。
- 2016年に一般人と結婚・出産を経て、復帰時に登録名を「楮 葵和子」から「伊藤 葵和子」に変更した。
- 2017年6月10日からボートレース徳山で開催された 一般戦「ヴィーナスシリーズ第4戦　日本財団会長賞杯争奪」初日第11Rで復帰[8]。（6着）
- 2018年10月14日からボートレース津で開催された 一般戦「ヴィーナスシリーズ第9戦 ハッピィアワーティアラ」6日目（最終日）第3Rに出走[9]以降、2度目の産休となる長期欠場となる。結果として、このレースが現役ラストランとなった。
- 2021年3月2日、選手登録消除。

## 人物・エピソード
- ボートレーサーになってからは東京に在住しているが、結果が思うように出ないなど様々な要因が重なり実家の青森県に戻った[10]。
- 生涯成績は4勝であるが、フライングが5回と出遅れが1回でスタート事故回数の方が多い。

## 戦績
- 出走回数：554回
- 優勝回数：0回
- 優出回数：0回
- 1着回数：4回
- 2着回数：10回
- 3着回数：20回
- 4着回数：34回
- 5着回数：109回
- 6着回数：363回
- フライング(F)回数：5回
- 出遅れ(L)回数：1回
- 通算勝率：1.73
- 2連対率：2.53
- 3連対率：6.14
- 生涯獲得賞金：19,876,000円